# Tiksi
Tiksi (in russo Ти́кси?) è una cittadina della Russia siberiana Settentrionale (Sacha-Jacuzia), porto sulla costa del mare di Laptev, nel golfo di Buor-Chaja. È il porto più a nord della Russia.
Si tratta della città con più di 5.000 persone più a nord del mondo.

## Storia

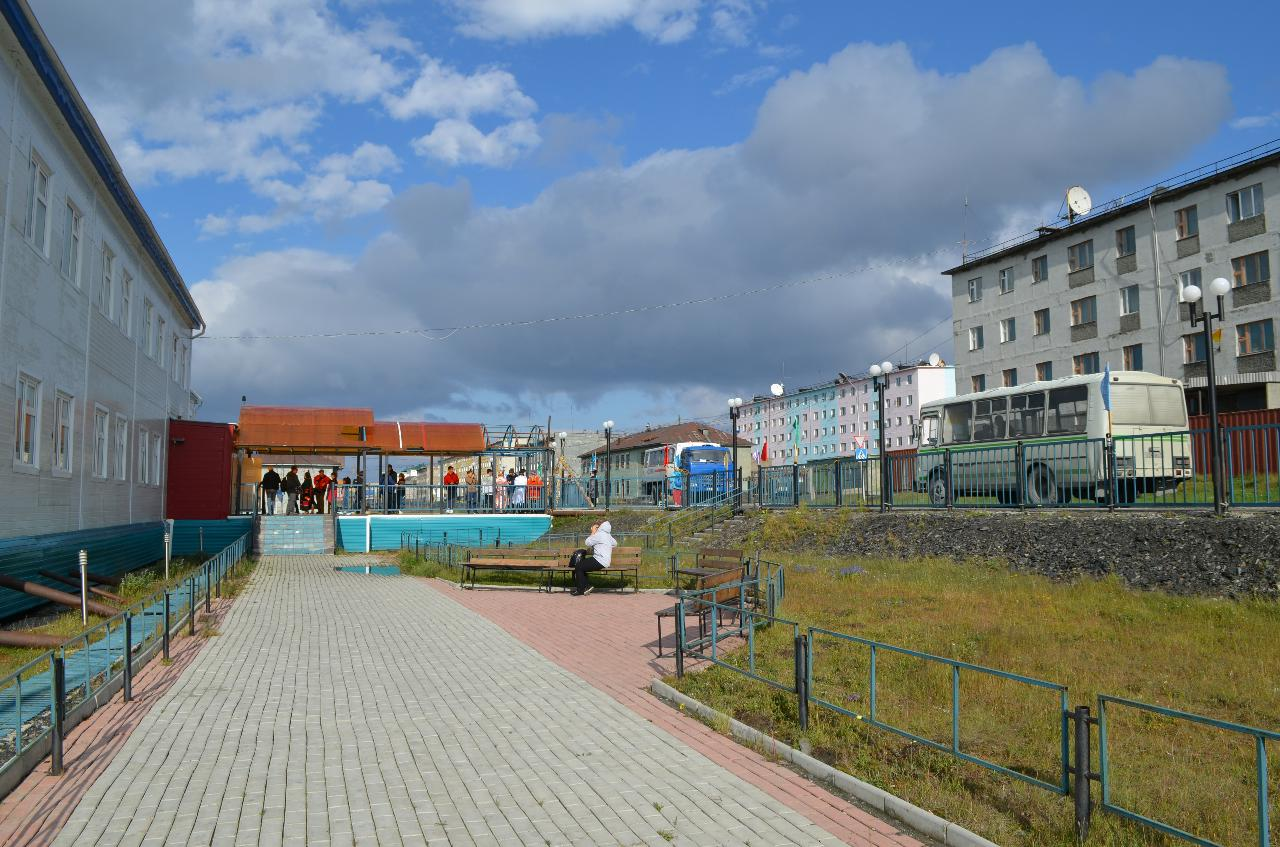
Strada Lenin, sulla sinistra il Palazzo della cultura e dello sport

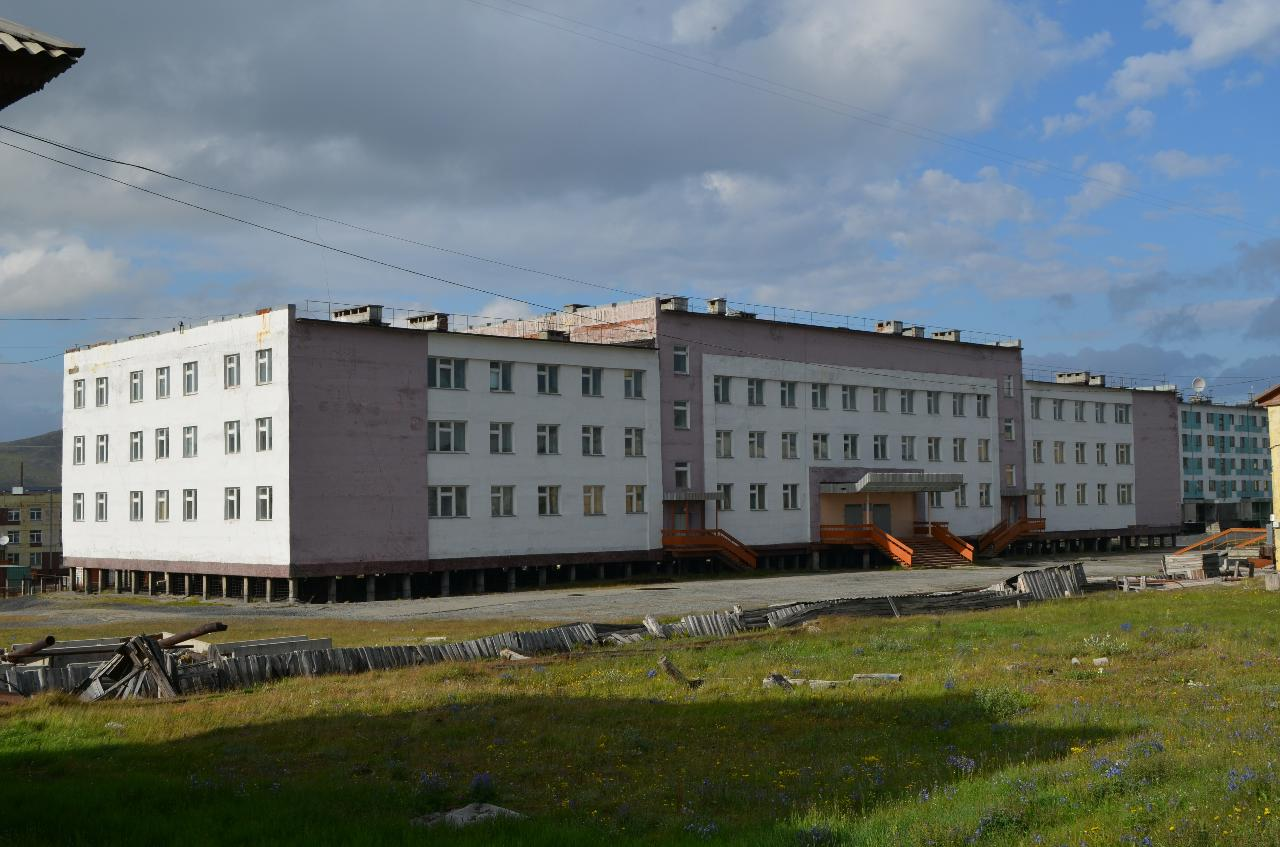
La Scuola n°3 di Tiksi

La città è stata fondata nel 1933 come sosta per le rotte marittime del nord ma assume lo status di agglomerato urbano solo nel 1939. Nel 1959 vi fu fondata un'importante stazione di ricerca geoastrofisica. Durante l'era sovietica rivestiva una certa importanza strategica, testimoniata dalla presenza di due aeroporti: l'Aeroporto di Tiksi (ora in uso come un aeroporto civile e la base aerea dell'aviazione strategica russa) e l'Aeroporto di Tiksi Ovest (la base aerea militare ora in disuso). Con la fine della guerra fredda la città ha subito un netto declino, al punto tale da vedersi dimezzata la popolazione nel giro di pochi decenni: nel 1989 erano presenti 11.649 abitanti, scesi a 4.556 nel 2016.

## Geografia fisica

### Clima
Il clima è di tipo subartico. L'inverno climatico inizia a fine settembre e finisce a fine maggio (talvolta giugno).
| Tiksi (1991-2020) Fonte:    | Mesi         | Mesi         | Mesi         | Mesi         | Mesi         | Mesi         | Mesi        | Mesi        | Mesi         | Mesi         | Mesi         | Mesi         | Stagioni | Stagioni | Stagioni | Stagioni | Anno  |
| Tiksi (1991-2020) Fonte:    | Gen          | Feb          | Mar          | Apr          | Mag          | Giu          | Lug         | Ago         | Set          | Ott          | Nov          | Dic          | Inv      | Pri      | Est      | Aut      | Anno  |
| --------------------------- | ------------ | ------------ | ------------ | ------------ | ------------ | ------------ | ----------- | ----------- | ------------ | ------------ | ------------ | ------------ | -------- | -------- | -------- | -------- | ----- |
| T. max. media (°C)          | −25,9        | −26,6        | −21,3        | −12,1        | −2,2         | 8,0          | 12,7        | 11,6        | 4,8          | −7,0         | −18,7        | −24,7        | −25,7    | −11,9    | 10,8     | −7,0     | −8,5  |
| T. media (°C)               | −29,5        | −30,0        | −25,4        | −16,8        | −5,6         | 3,8          | 8,3         | 8,4         | 2,2          | −9,7         | −22,0        | −28,1        | −29,2    | −15,9    | 6,8      | −9,8     | −12,0 |
| T. min. media (°C)          | −33,1        | −33,7        | −29,9        | −22,1        | −9,1         | 0,6          | 4,7         | 5,2         | −0,5         | −13,1        | −25,5        | −31,5        | −32,8    | −20,4    | 3,5      | −13,0    | −15,7 |
| T. max. assoluta (°C)       | −7,6 (2016)  | −5,2 (1940)  | 1,6 (2011)   | 9,6 (2011)   | 23,6 (1937)  | 32,8 (1959)  | 34,3 (1991) | 29,8 (1983) | 23,0 (1980)  | 6,1 (1947)   | −1,2 (2010)  | −4,9 (1983)  | −4,9     | 23,6     | 34,3     | 23,0     | 34,3  |
| T. min. assoluta (°C)       | −48,0 (1956) | −50,5 (2002) | −47,2 (1942) | −46,9 (1951) | −32,2 (1970) | −15,8 (1987) | −4,0 (1978) | −4,0 (1947) | −18,2 (1962) | −35,0 (1977) | −43,9 (1998) | −48,8 (1993) | −50,5    | −47,2    | −15,8    | −43,9    | −50,5 |
| Nuvolosità (okta al giorno) | 6,9          | 6,9          | 6,3          | 6,6          | 8,5          | 8,1          | 8,0         | 8,5         | 8,5          | 8,2          | 7,2          | 6,9          | 6,9      | 7,1      | 8,2      | 8,0      | 7,6   |
| Precipitazioni (mm)         | 22           | 15           | 10           | 8            | 15           | 28           | 45          | 48          | 27           | 15           | 19           | 21           | 58       | 33       | 121      | 61       | 273   |
| Giorni di pioggia           | 0            | 0            | 0            | 0,1          | 4,0          | 16,0         | 21,0        | 21,0        | 13,0         | 0,0          | 0,0          | 0,0          | 0,0      | 4,1      | 58,0     | 13,0     | 75,1  |
| Nevicate (cm)               | 4            | 5            | 6            | 8            | 8            | 2            | 0           | 0           | 0            | 2            | 3            | 3            | 12       | 22       | 2        | 5        | 41    |
| Giorni di neve              | 23           | 22           | 21           | 19           | 22           | 9            | 1           | 1           | 15           | 25           | 23           | 23           | 68       | 62       | 11       | 63       | 204   |
| Giorni di nebbia            | 0            | 0,2          | 0,1          | 1,0          | 5,0          | 7,0          | 9,0         | 4,0         | 2,0          | 0,0          | 0,2          | 0,03         | 0,2      | 6,1      | 20,0     | 2,2      | 28,5  |
| Umidità relativa media (%)  | 82           | 82           | 83           | 83           | 85           | 82           | 83          | 83          | 82           | 83           | 82           | 81           | 81,7     | 83,7     | 82,7     | 82,3     | 82,6  |
| Vento (direzione-m/s)       | SW 6,0       | SW 5,3       | SW 4,2       | SW 4,0       | NE 4,5       | NE 4,6       | NE 4,3      | NE 4,7      | SW 5,1       | SW 5,2       | SW 4,9       | SW 6,1       | 5,8      | 4,2      | 4,5      | 5,1      | 4,9   |

## Infrastrutture e trasporti

### Aereo
La città è servita dall'Aeroporto di Tiksi. L'aeroporto è attualmente raggiungibile con i voli di linea dall'Aeroporto di Jakutsk effettuati dalle compagnie aeree russe Polar Airlines e Jakutavia.